# Рязанов Василь Федорович
Василь Федорович Рязанов (1904, село Глухово Нижньогородської губернії, тепер Дівеєвського району Нижньогородської області, Російська Федерація — ?) — радянський партійний діяч, голова Бюро ЦК ВКП(б) по Латвійській РСР. Депутат Верховної Ради СРСР 2-го скликання.

## Біографія
Народився в селянській родині. Працював у сільському господарстві. У 1919 році вступив до комсомолу. Через рік обраний секретарем комсомольського осередку села Глухово. У 1923 році закінчив середню школу.
З 1923 до 1928 року працював вчителем сільських шкіл.
Член ВКП(б) з 1926 року.
Закінчив Московський педагогічний інститут.
Після закінчення інституту — на партійній роботі в Московському міському комітеті ВКП(б).
У 1938—1942 роках — завідувач відділу шкіл і науки Далекосхідного крайового комітету ВКП(б); секретар Приморського крайового комітету ВКП(б).
У 1942—1944 роках — в апараті ЦК ВКП(б) у Москві.
У грудні 1944—1946 роках — заступник голови Бюро ЦК ВКП(б) по Латвійській РСР.
У березні 1946 — червні 1947 року — голова Бюро ЦК ВКП(б) по Латвійській РСР.
Подальша доля невідома.

## Нагороди
- орден Червоної Зірки (6.11.1945)
- медаль «За оборону Кавказу»
- медаль «За перемогу над Німеччиною у Великій Вітчизняній війні 1941—1945 рр.» (13.10.1945)
- медаль «За доблесну працю у Великій Вітчизняній війні 1941—1945 рр.»
- медалі